# ワンピース バーニングブラッド
『ワンピース バーニングブラッド』（ONE PIECE BURNING BLOOD）は、スパイク・チュンソフトが開発し、バンダイナムコエンターテインメントより2016年4月21日に発売されたゲームソフト。PlayStation 4とPlayStation Vitaの2機種で先行発売され、5月にXbox One版、9月にWindows版が発売された。尾田栄一郎の『ONE PIECE』を原作としたゲーム作品では初の本格対戦アクションとなる。
日本語、英語、フランス語、ブラジルポルトガル語、ロシア語、正体字中国語など12の言語に対応し、世界各国で発売される。
2015年12月19日・20日に幕張メッセで開催される「ジャンプフェスタ'16」にプレイ可能な状態で出展された。

## 登場キャラクター
- モンキー・D・ルフィ
  - 声：田中真弓
- モンキー・D・ルフィ(2年前)
  - 声：田中真弓
- ロロノア・ゾロ
  - 声：中井和哉
- ナミ
  - 声：岡村明美
- ウソップ
  - 声：山口勝平
- サンジ
  - 声：平田広明
- トニートニー・チョッパー
  - 声：大谷育江
- ニコ・ロビン
  - 声：山口由里子
- フランキー
  - 声：矢尾一樹
- ブルック
  - 声：チョー
- トラファルガー・ロー
  - 声：神谷浩史
- ユースタス・キッド
  - 声：浪川大輔
- X・ドレーク
  - 声：竹本英史
- 赤犬
  - 声：立木文彦
- クザン（青キジ）
  - 声：子安武人
- 黄猿
  - 声：石塚運昇
- モンキー・D・ガープ
  - 声：中博史
- 藤虎
  - 声：沢木郁也
- センゴク
  - 声：大川透
- スモーカー
  - 声：大場真人（ナレーション兼任）
- スモーカー(2年前)
  - 声：大場真人
- ロブ・ルッチ
  - 声：関智一
- エドワード・ニューゲート
  - 声：有本欽隆
- ポートガス・D・エース
  - 声：古川登志夫
- マルコ
  - 声：森田成一
- ジョズ
  - 声：長嶝高士
- ビスタ
  - 声：高塚正也
- ボア・ハンコック
  - 声：三石琴乃
- ジンベエ
  - 声：宝亀克寿
- ジュラキュール・ミホーク
  - 声：掛川裕彦
- ドンキホーテ・ドフラミンゴ
  - 声：田中秀幸
- バーソロミュー・くま
  - 声：堀秀行
- ゲッコー・モリア
  - 声：宝亀克寿
- マーシャル・D・ティーチ
  - 声：大塚明夫
- バギー
  - 声：千葉繁
- クロコダイル
  - 声：大友龍三郎
- サボ
  - 声：古谷徹
- コアラ 
  - 声：ゆきのさつき
- エンポリオ・イワンコフ
  - 声：岩田光央
- バルトロメオ
  - 声：森久保祥太郎
- ペローナ
  - 声：西原久美子
- ボン・クレー
  - 声：矢尾一樹
- エネル
  - 声：森川智之
- シーザー・クラウン
  - 声：中尾隆聖
- ジーザス・バージェス
  - 声：稲田徹
- シャンクス
  - 声：池田秀一
- ギルド・テゾーロ
  - 声：山路和弘

## 期間限定生産版収録曲
『アニソンサウンドエディション』に収録された楽曲。
1. ウィーアー! - きただにひろし
2. Wake up! - AAA
3. Believe - Folder5
4. Hard Knock Days - GENERATIONS from EXILE TRIBE
5. ヒカリへ - ザ・ベイビースターズ
6. Dear friends - TRIPLANE
7. BON VOYAGE! - Bon-Bon Blanco
8. Horizon Knot〜君と見てた夢 - TRIPLANE
9. ココロのちず - BOYSTYLE
10. Family - 7人の麦わら海賊団（田中真弓、中井和哉、岡村明美、平田広明、山口勝平、大谷育江、山口由里子）
11. BRAND NEW WORLD - D-51
12. ビンクスの酒 - 麦わら海賊団（田中真弓、中井和哉、岡村明美、山口勝平、平田広明、大谷育江、山口由里子、矢尾一樹、チョー）
13. ウィーアー! 〜7人の麦わら海賊団篇〜 - 7人の麦わら海賊団
14. Beyond the ボーダーライン - きただにひろし
15. Jungle P - 5050
16. Eternal Waves - 江畑兵衛（TRIPLANE）
17. One day - The ROOTLESS
18. WAVE! - 江畑兵衛（TRIPLANE）
19. ウィーゴー! - きただにひろし
20. ウィーワー! - 粗忽屋
21. HANDS UP! - 新里宏太